# Султана Николова
Султана Сотирова Николова (по баща Алабашева) е българска драматична артистка. Заслужила артистка от 1949 година.

## Биография
Родена е през 1880 година във Велес, който тогава е в Османската империя. Завършва гимназиално образование в София. От 1898 до 1901 година учи драматично изкуство в Санкт Петербург. След завръщането си през 1901 година прави дебют в трупата на „Сълза и смях“ с ролята на Лейди Милфорд в пиесата на Фридрих Шилер „Коварство и любов“. Остава там до 1903 година, а през следващата година се присъединява към трупата на Народния театър, където остава до 1910 година. През 1904 година гастролира на сцената на Белградския народен театър с постановките на „Коварство и любов“ и „Еснафи“ от Максим Горки.
През 1910 година Султана Николова, съпругът ѝ Владимир Николов и други техни колеги от Народния театър напускат трупата, за да основат пътуващия Нов Народен театър. Николова играе в него до 1912 година. В периода 1914–1923 година отново играе в Народния театър, след което отново се отдава на пътуващите театри: през 1923–24 и 1924–30 г. в Нов Народен театър, а през 1924–25 г. в Свободния театър.
Сред ролите, които Николова изпълнява в своята близо 30-годишна актьорска кариера, са:
- Гонерил в „Крал Лир“ на Уилям Шекспир,
- Мария Стюарт в „Мария Стюарт“ на Фридрих Шилер,
- Дона Сол ди Силва в „Ернани“ на Виктор Юго,
- Регина в „Призраци“ на Хенрик Ибсен,
- Маргарита Готие в „Дамата с камелиите“ на Александър Дюма-баща,
- Глафира във „Вълци и овце“ на Александър Островски,
- Анисия в „Силата на мрака“ на Лев Толстой,
- Елена във „Вуйчо Ваньо“ на Антон Чехов,
- Сара в „Към пропаст“ на Иван Вазов,
- Мелиса в „Кога боговете се смеят“ на Стоян Михайловски.[1]